# یامچی‌لی (هاناک)
یامچی‌لی (به ترکی استانبولی: Yamçılı) یک منطقهٔ مسکونی در ترکیه است که در هاناک واقع شده‌است.